# Wisłoka

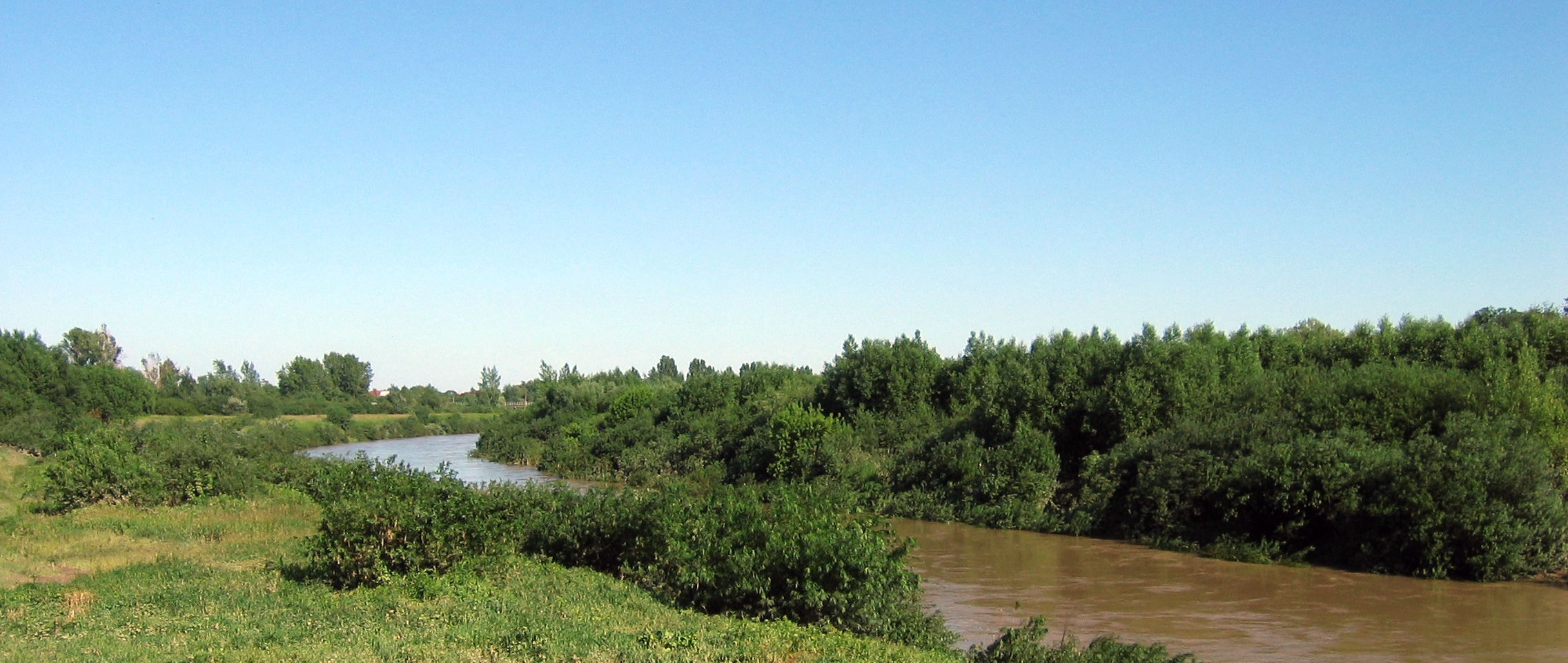
Wisłoka in Mielec

De Wisłoka is een rivier in het zuidoosten van Polen. De Wisłoka mondt uit in de Wisła en heeft een lengte van 164 km en een stroomgebied van 4110 km² (in zijn geheel in Polen).
- Bibliothèque nationale de France: cb12165025d (data)
- Gemeinsame Normdatei: 4555158-3
- Library of Congress Control Number: sh2016000722
- Nationale Bibliotheek van Israël: 987007394686205171
- Virtual International Authority File: 243184262